# La Chaux-du-Dombief
Pour les articles homonymes, voir La Chaux.
La Chaux-du-Dombief est une commune française située dans le département du Jura, la région culturelle et historique de Franche-Comté et la région administrative Bourgogne-Franche-Comté.

## Géographie

### Situation

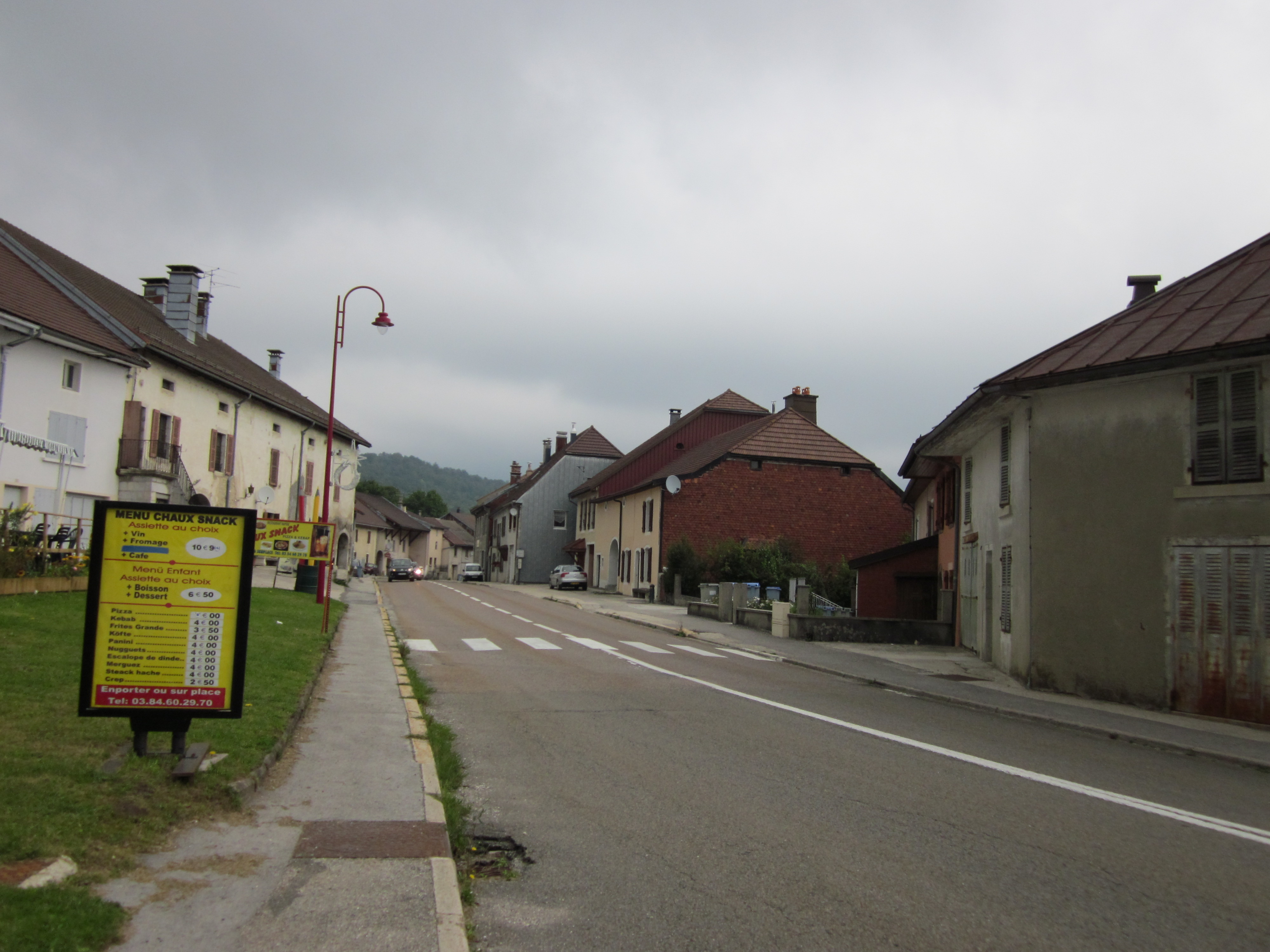
La rue principale en 2010
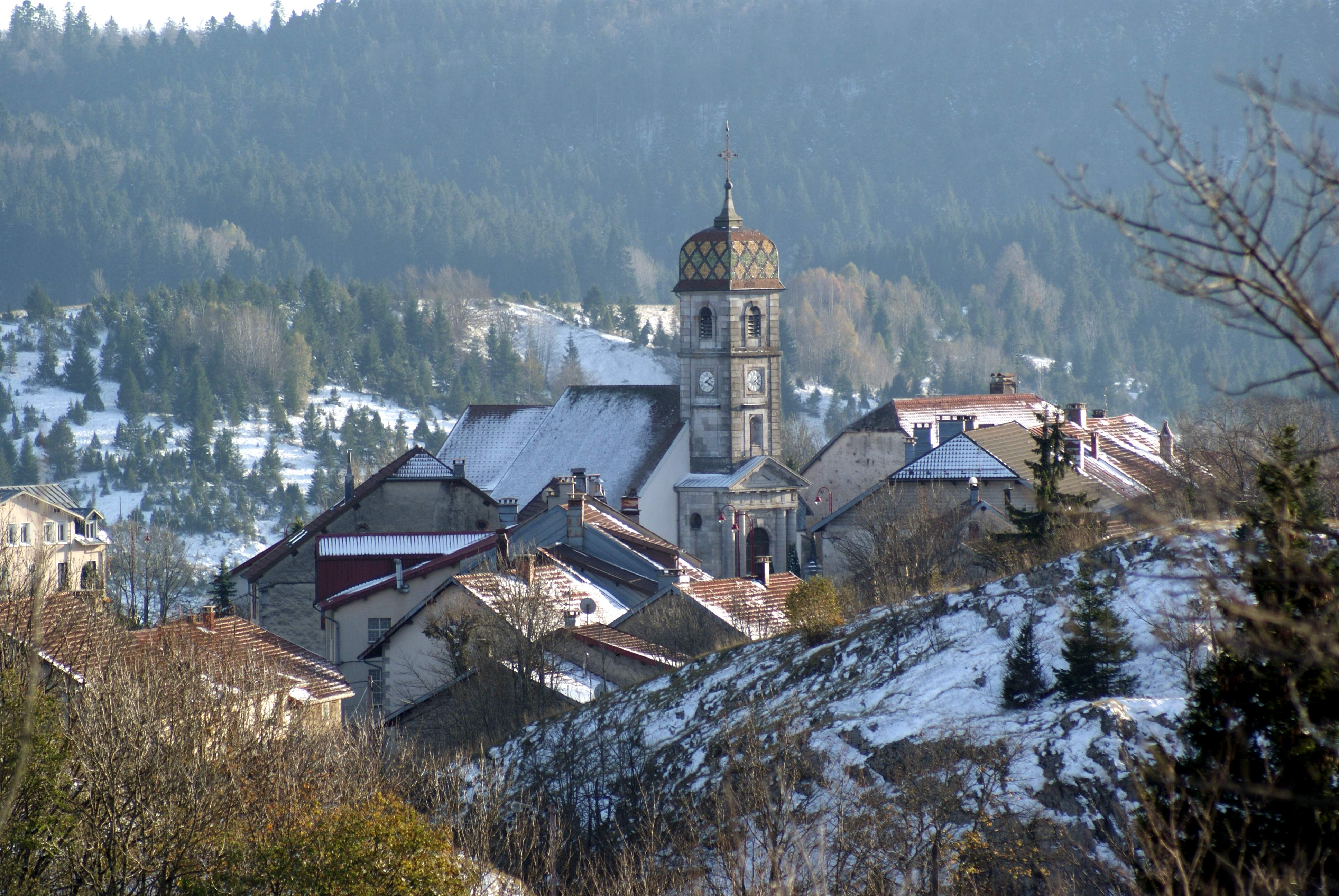
Hiver à La Chaux-du-Dombief.

### Communes limitrophes
Les communes limitrophes sont  Bonlieu, Chaux-des-Crotenay, Châtelneuf, Entre-deux-Monts, Fort-du-Plasne, La Chaumusse, Le Frasnois, Saint-Maurice-Crillat et Saint-Pierre.

### Géologie et relief
La commune s'élève à environ 900 mètres d'altitude au pied du Pic de l'Aigle.

### Hydrographie
Le Hérisson, affluent de l'Ain et donc un sous-affluent du Rhône,  prend sa source à La Chaux-du-Dombief. 
Le Dombief, qui a donné son nom à la commune, la draine également. C'est un affluent gauche de la Lemme, et donc également un sous-affluent du de l'Ain et du Rhône, mais  par la Saine.
La Chaux-du-Dombief dispose des lacs Maclu et d'Ilay.

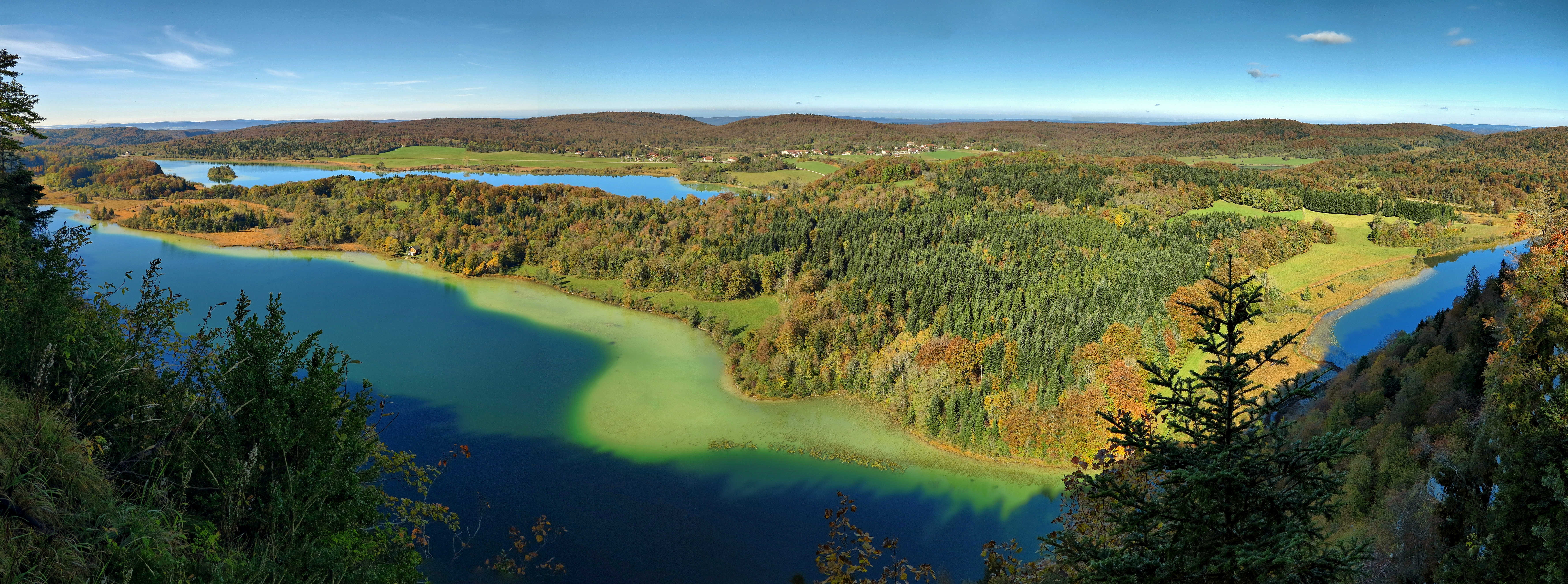
Le belvédère des quatre lacs.
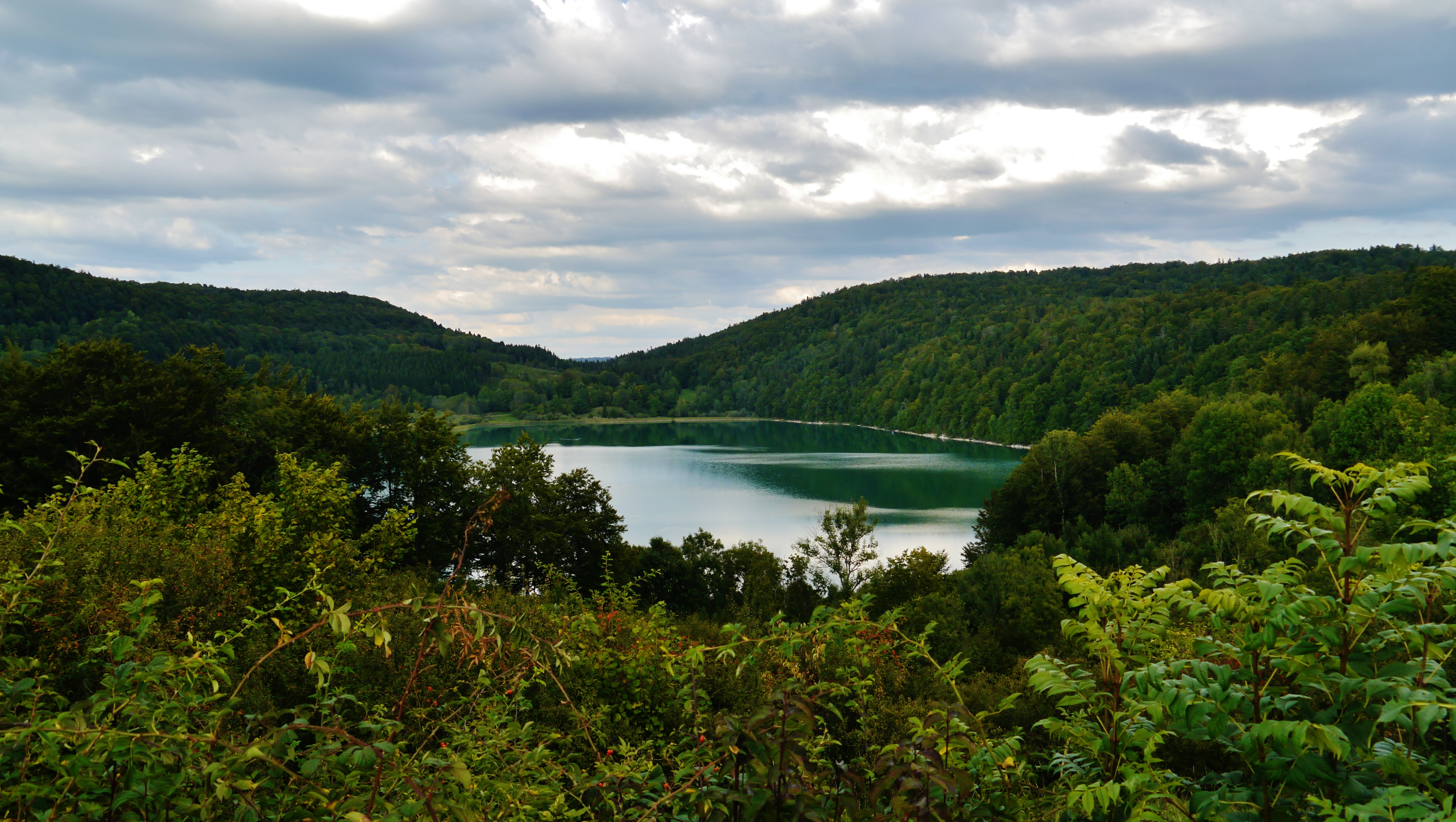
Le lac d'Ilay.
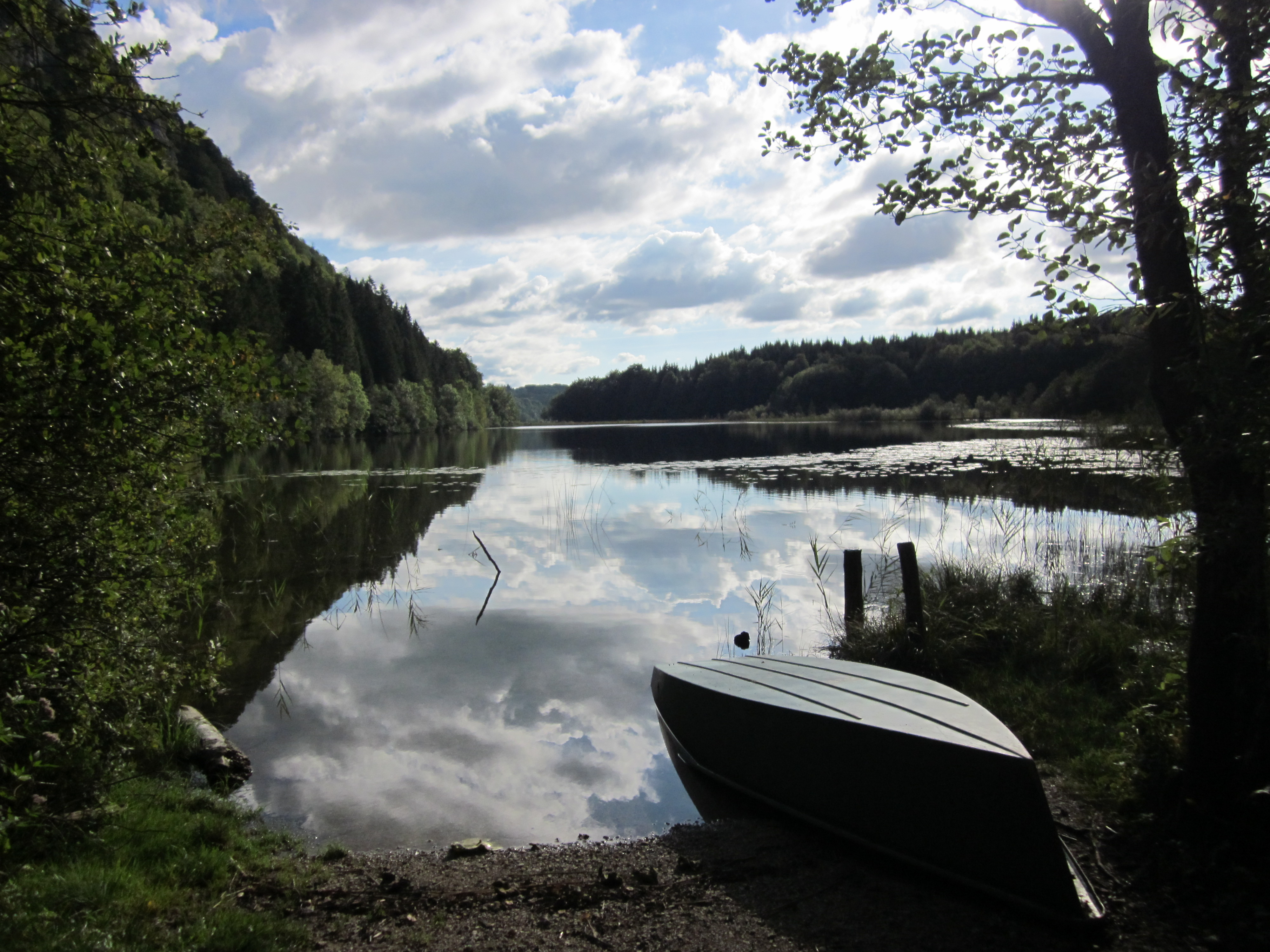
Le lac du petit Maclu.

### Climat
Pour des articles plus généraux, voir Climat de la Bourgogne-Franche-Comté et Climat du département du Jura.
En 2010, le climat de la commune est de type climat de montagne, selon une étude du Centre national de la recherche scientifique s'appuyant sur une série de données couvrant la période 1971-2000. En 2020, Météo-France publie une typologie des climats de la France métropolitaine dans laquelle la commune est exposée à un climat de montagne ou de marges de montagne et est dans la région climatique  Jura, caractérisée par une forte pluviométrie en toutes saisons (1 000 à 1 500 mm/an), des hivers rigoureux et un ensoleillement médiocre. 
Pour la période 1971-2000, la température annuelle moyenne est de 7,3 °C, avec une amplitude thermique annuelle de 15,9 °C. Le cumul annuel moyen de précipitations est de 1 837 mm, avec 13,7 jours de précipitations en janvier et 10,8 jours en juillet. Pour la période 1991-2020, la température moyenne annuelle observée sur la station météorologique de Météo-France la plus proche, « Cogna », sur la commune de Cogna à 11 km à vol d'oiseau, est de 10,8 °C et le cumul annuel moyen de précipitations est de 1 557,5 mm. 
La température maximale relevée sur cette station est de 39 °C, atteinte le 12 août 2003 ; la température minimale est de −18,5 °C, atteinte le 6 février 2012,,. 
Les paramètres climatiques de la commune ont été estimés pour le milieu du siècle (2041-2070) selon différents scénarios d'émission de gaz à effet de serre à partir des nouvelles projections climatiques de référence DRIAS-2020. Ils sont consultables sur un site dédié publié par Météo-France en novembre 2022.

## Urbanisme

### Typologie
Au 1er janvier 2024, La Chaux-du-Dombief est catégorisée commune rurale à habitat dispersé, selon la nouvelle grille communale de densité à sept niveaux définie par l'Insee en 2022.
Elle est située hors unité urbaine et hors attraction des villes,.

### Occupation des sols
L'occupation des sols de la commune, telle qu'elle ressort de la base de données européenne d’occupation biophysique des sols Corine Land Cover (CLC), est marquée par l'importance des forêts et milieux semi-naturels (76,2 % en 2018), une proportion identique à celle de 1990 (76,2 %). La répartition détaillée en 2018 est la suivante : 
forêts (68 %), prairies (15,3 %), milieux à végétation arbustive et/ou herbacée (8,2 %), eaux continentales (3,9 %), zones humides intérieures (2,6 %), zones urbanisées (2 %). L'évolution de l’occupation des sols de la commune et de ses infrastructures peut être observée sur les différentes représentations cartographiques du territoire : la carte de Cassini (XVIIIe siècle), la carte d'état-major (1820-1866) et les cartes ou photos aériennes de l'IGN pour la période actuelle (1950 à aujourd'hui).

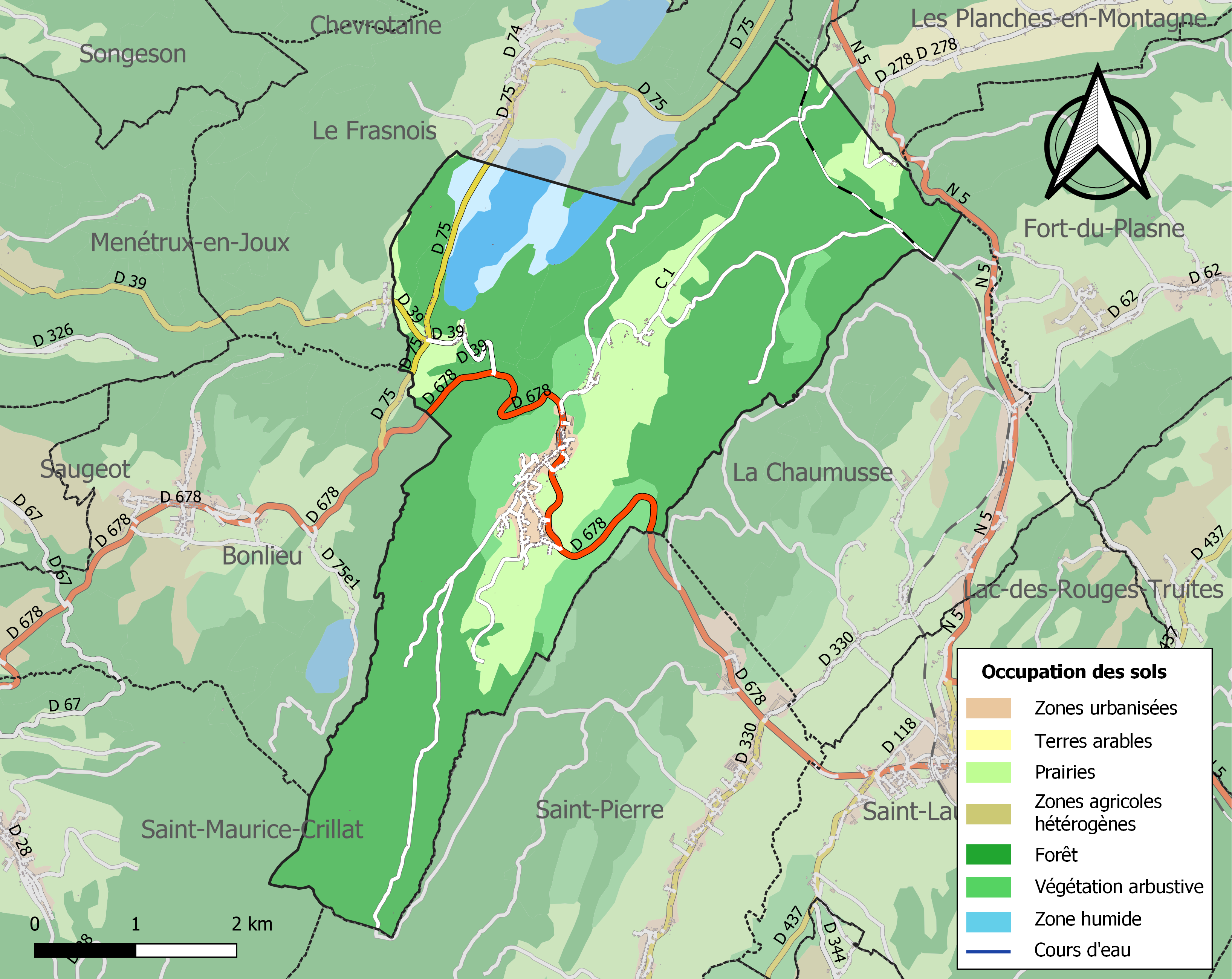
Carte des infrastructures et de l'occupation des sols de la commune en 2018 (CLC).

### Habitat et logement
En 2018, le nombre total de logements dans la commune était de 305, alors qu'il était de 288 en 2013 et de 270 en 2008.
Parmi ces logements, 79,7 % étaient des résidences principales, 16 % des résidences secondaires et 4,4 % des logements vacants. Ces logements étaient pour 84,2 % d'entre eux des maisons individuelles et pour 14,7 % des appartements.
Le tableau ci-dessous présente la typologie des logements à la La Chaux-du-Dombief en 2018 en comparaison avec celle du département du Jura et de la France entière. Une caractéristique marquante du parc de logements est ainsi une proportion de résidences secondaires et logements occasionnels (16 %) supérieure à celle du département (10,3 %) et à celle de la France entière (9,7 %). Concernant le statut d'occupation de ces logements, 78,7 % des habitants de la commune sont propriétaires de leur logement (82,2 % en 2013), contre 65,8 % pour le département du Jura et 57,5 % pour la France entière.
| Typologie                                               | La Chaux-du-Dombief | Jura | France entière |
| ------------------------------------------------------- | ------------------- | ---- | -------------- |
| Résidences principales (en %)                           | 79,7                | 79,8 | 82,1           |
| Résidences secondaires et logements occasionnels (en %) | 16                  | 10,3 | 9,7            |
| Logements vacants (en %)                                | 4,4                 | 9,9  | 8,2            |

## Histoire

### Époque contemporaine
En 1813, la commune de la Chaux-du-Dombief, instituée par la Révolution française, absorbe celle d'Ilay.
La commune est desservie de 1907 à 1938 par deux gares sur la ligne ligne reliant Clairvaux à Foncine du réseau départemental de chemin de fer secondaire  des Chemins de fer vicinaux du Jura (CFV) : la station d'Ilay et la gare de Chaux-du-Dombief.

Les CFV à la Chaux-du-Dombief
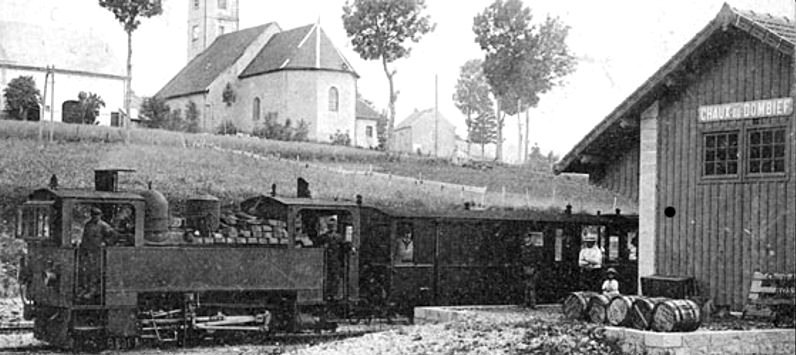
La gare.
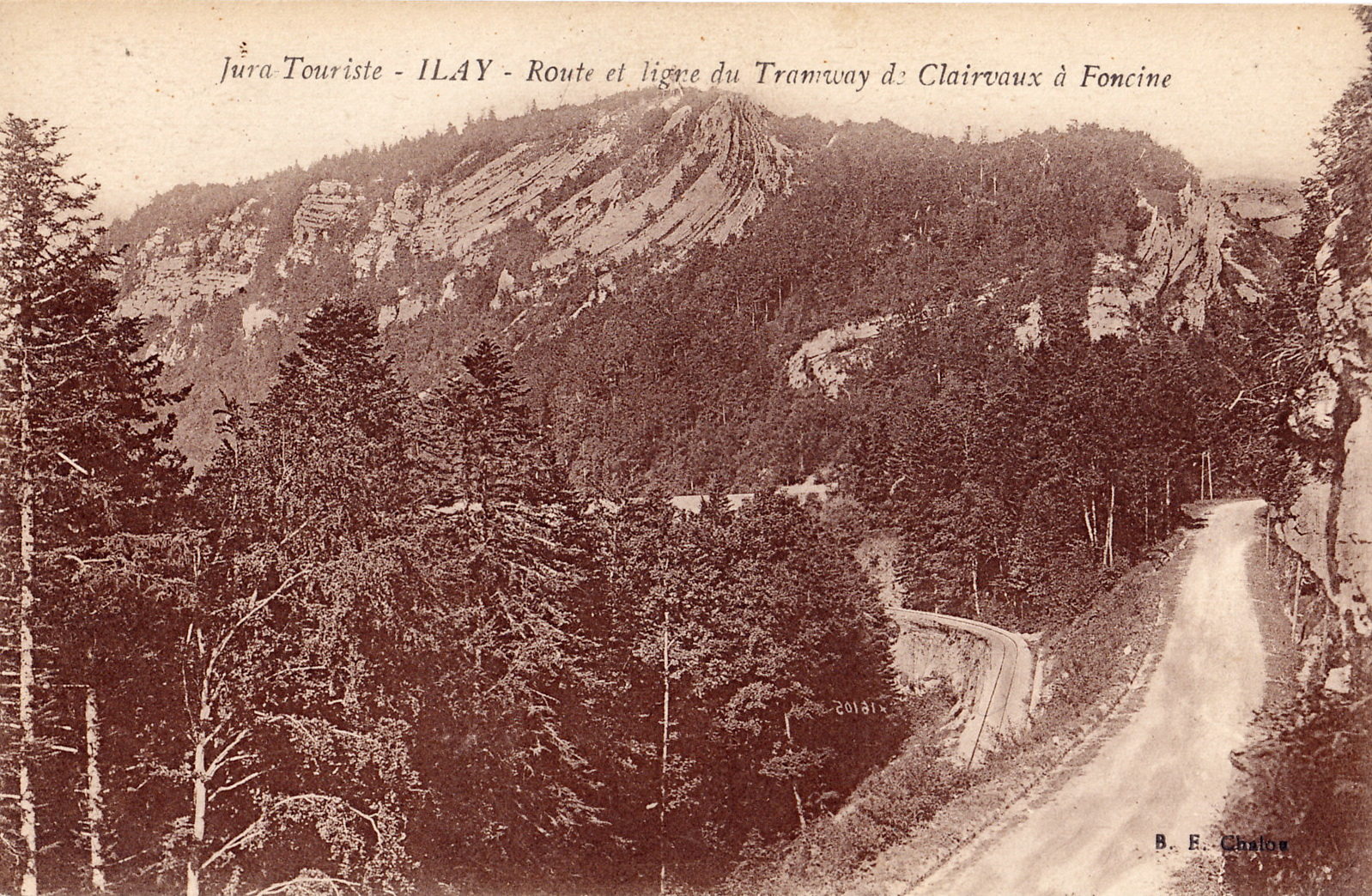
La ligne des CFV , en contrebas de la route

## Politique et administration

### Rattachements administratifs et électoraux

#### Rattachements administratifs
La commune se trouve  dans l'arrondissement de Saint-Claude du département du Jura
Elle faisait partie depuis 1817 du canton de Saint-Laurent-en-Grandvaux. Dans le cadre du redécoupage cantonal de 2014 en France, cette circonscription administrative territoriale a disparu, et le canton n'est plus qu'une circonscription électorale.

#### Rattachements électoraux
Pour les élections départementales, la commune fait partie depuis 2014 du canton de Saint-Laurent-en-Grandvaux
Pour l'élection des députés, elle fait partie de la deuxième circonscription du Jura.

### Intercommunalité
La Chaux-du-Dombief est membre de la communauté de communes la Grandvallière, un établissement public de coopération intercommunale (EPCI) à fiscalité propre créé fin 1994 sous le nom de Communauté de communes de Trémontagne et auquel la commune a transféré un certain nombre de ses compétences, dans les conditions déterminées par le code général des collectivités territoriales.

### Liste des maires
| Période                                  | Période                   | Identité       | Étiquette | Qualité                                                                      |
| ---------------------------------------- | ------------------------- | -------------- | --------- | ---------------------------------------------------------------------------- |
| Les données manquantes sont à compléter. |                           |                |           |                                                                              |
|                                          |                           |                |           |                                                                              |
| mars 2001                                | juin 2022                 | Claude Pilloud | DVD       | Agriculteur Président de la CC la Grandvallière (2002 → 2020) Démissionnaire |
| juin 2022                                | En cours (au 11 mai 2023) | Mélanie Jeunet |           | Cadre administratif ou commerciale                                           |

## Démographie
L'évolution du nombre d'habitants est connue à travers les recensements de la population effectués dans la commune depuis 1793. Pour les communes de moins de 10 000 habitants, une enquête de recensement portant sur toute la population est réalisée tous les cinq ans, les populations de référence des années intermédiaires étant quant à elles estimées par interpolation ou extrapolation. Pour la commune, le premier recensement exhaustif entrant dans le cadre du nouveau dispositif a été réalisé en 2004.

En 2022, la commune comptait 568 habitants, en évolution de +7,17 % par rapport à 2016 (Jura : −0,81 %, France hors Mayotte : +2,11 %).
| 1793 | 1800 | 1806 | 1821  | 1831 | 1836  | 1841 | 1846 | 1851 |
| ---- | ---- | ---- | ----- | ---- | ----- | ---- | ---- | ---- |
| 864  | 860  | 910  | 1 031 | 972  | 1 001 | 973  | 985  | 947  |

| 1856 | 1861 | 1866 | 1872 | 1876 | 1881 | 1886 | 1891 | 1896 |
| ---- | ---- | ---- | ---- | ---- | ---- | ---- | ---- | ---- |
| 809  | 753  | 754  | 744  | 606  | 574  | 633  | 558  | 502  |

| 1901 | 1906 | 1911 | 1921 | 1926 | 1931 | 1936 | 1946 | 1954 |
| ---- | ---- | ---- | ---- | ---- | ---- | ---- | ---- | ---- |
| 496  | 616  | 504  | 409  | 412  | 358  | 400  | 343  | 345  |

| 1962 | 1968 | 1975 | 1982 | 1990 | 1999 | 2004 | 2006 | 2009 |
| ---- | ---- | ---- | ---- | ---- | ---- | ---- | ---- | ---- |
| 350  | 324  | 343  | 422  | 442  | 488  | 532  | 534  | 528  |

| 2014 | 2019 | 2022 | - | - | - | - | - | - |
| ---- | ---- | ---- | - | - | - | - | - | - |
| 532  | 571  | 568  | - | - | - | - | - | - |

## Culture locale et patrimoine

### Lieux et monuments
- Maisons et fermes (XVIIIe-XIXe siècle), inscrites à l'IGPC depuis 2005[22],[23],[24],[25],[26],[27],[28],[29],[30],[31],[32],[33],[34],[35],[36],[37],[38],[39],[40],[41],[42],[43],[44],[45],[46],[47],[48],[49],[50],[51],[52],[53],[54],[55],[56],[57],[58],[59],[60],[61],[62],[63],[64],[65],[66],[67];
- Ancienne mairie-école (XIXe siècle), aujourd'hui maison, sise rue des Saillards, inscrite à l'IGPC depuis 2005[68];
- Ancienne scierie (XIXe siècle), aujourd'hui maison, sise route des Lacs, au lieu-dit "les Rousselets", inscrite à l'IGPC depuis 2005[69];
- Citerne (XIXe siècle), sise Allée des Sapins, inscrite à l'IGPC depuis 2005[70];
- Colonies de vacances (XIXe-XXe siècle), sises au chemin de la Boissière et Grande Rue, inscrites à l'IGPC depuis 2005[71],[72],[73];
- École (XIXe siècle), sise Grande Rue, inscrite à l'IGPC depuis 2005[74];
- Fontaines (XIXe siècle), inscrites à l'IGPC depuis 2005[75],[76],[77],[78];
- Lavoirs (XIXe siècle), sis aux lieux-dits la Boissière et les Rousselets, inscrits à l'IGPC depuis 2005[79],[80];
- Pont (XIXe siècle), sis au lieu-dit "les Rousselets", inscrit à l'IGPC depuis 2005[81]
- Tunnel ferroviaire et viaduc du Dombief (XIXe siècle), sis au lieu-dit le Morillon, inscrits à l'IGPC depuis 2004[82];
- Anciennes douches municipales (XXe siècle), puis maison, sises rue des Saillards, inscrites à l'IGPC depuis 2005[83];
- Monument aux morts (XXe siècle), sis rue des Saillards, inscrit à l'IGPC depuis 2005[84];
- Ponts (XXe siècle), sis route des Lacs et sur la RN 78, inscrits à l'IGPC depuis 2005[85],[86],[87];
- Poste (XXe siècle), sise rue des Saillards, inscrite à l'IGPC depuis 2005[88];
- Réservoir (XXe siècle), sis sur la route forestière de Maguenay, au lieu-dit la Vallière, inscrit à l'IGPC depuis 2005[89].

- Chapelle Saint-Vincent (XVIIIe siècle), sise rue des Cascades, au lieu-dit les Rousselets, à Ilay, inscrite à l'IGPC depuis 2005[90];
- Église de Saint-Point (XVIIIe siècle), sise Grande Rue, inscrite à l'IGPC depuis 2005[91]. Son clocher est celui de l'ancienne chartreuse de Bonlieu;
- Croix (XIXe et XXe siècles),  sises aux lieux-dits les Rousselets, les Saillards et les Iles, inscrites à l'IGPC depuis 2005[92],[93],[94];
- Presbytère (XIXe siècle), sis allée des Sapins, inscrit à l'IGPC depuis 2005[95];
- Vierge (XIXe siècle), sise rue des Saillards, au lieu-dit éponyme, inscrite à l'IGPC depuis 2005[96];
- Vierge à l'Enfant (XIXe siècle), sise sur la RN 78, au lieu-dit sur l'Otat, inscrite à l'IGPC depuis 2005[97].

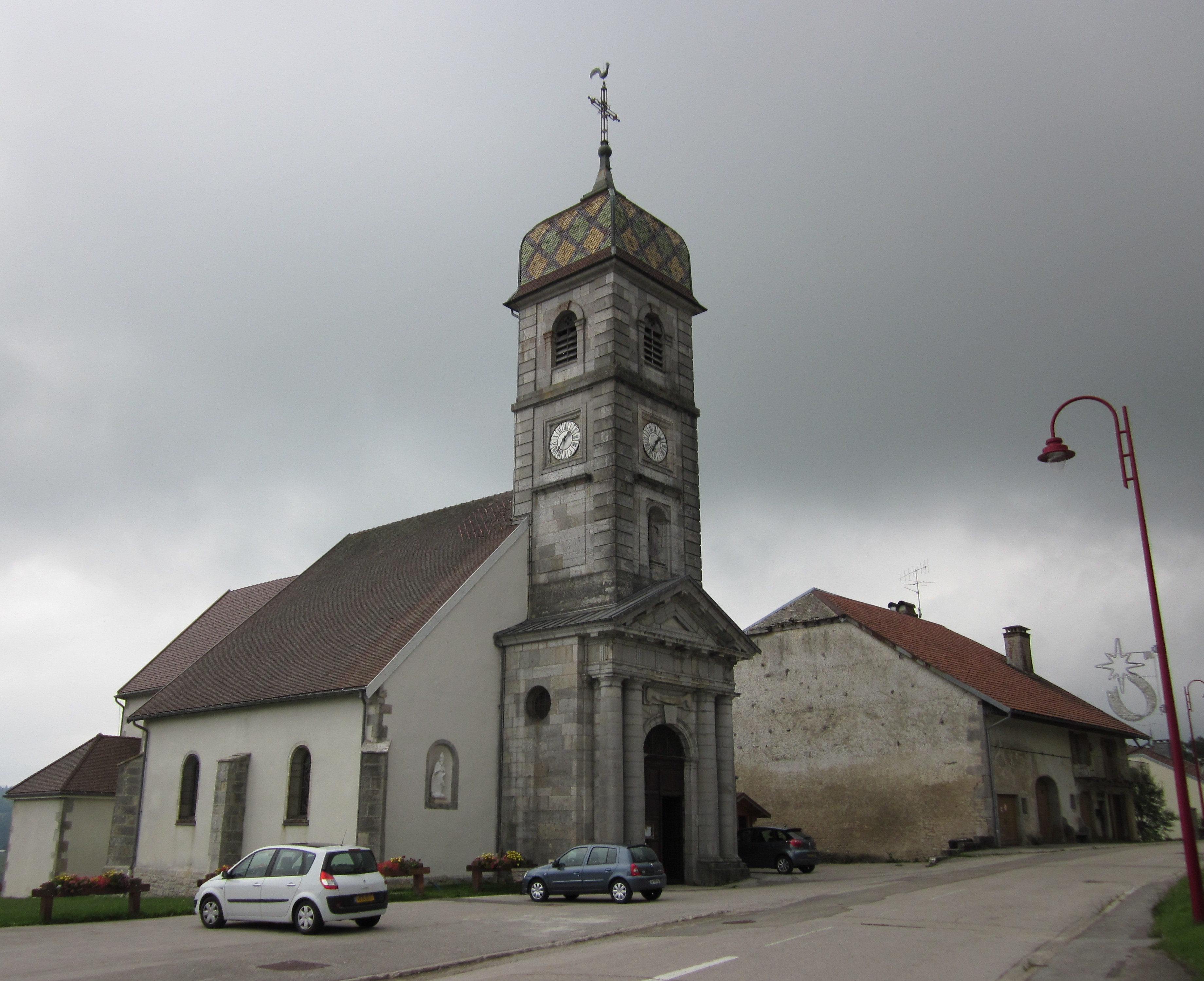
L'église
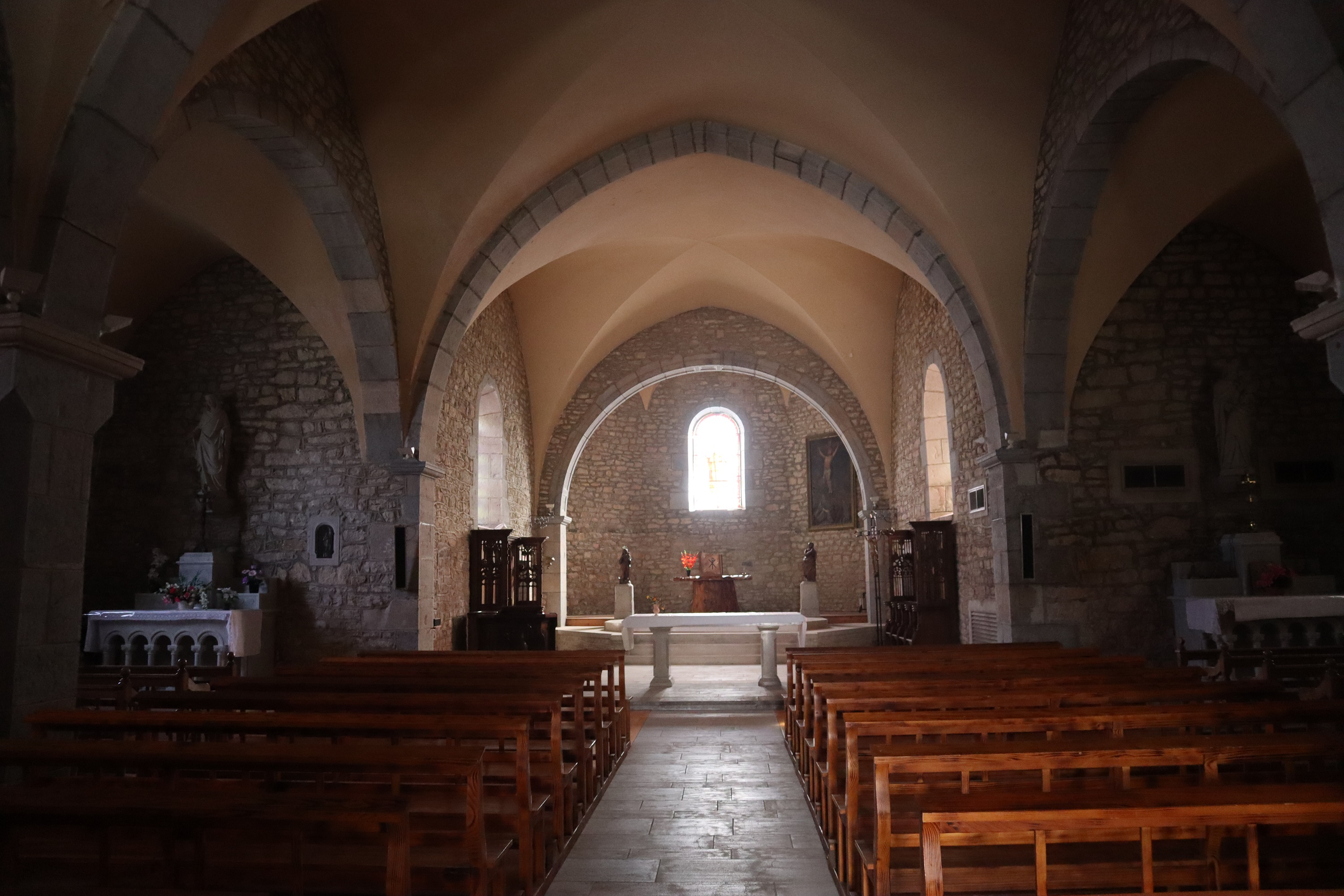
Nef de l'église Saint-Point.
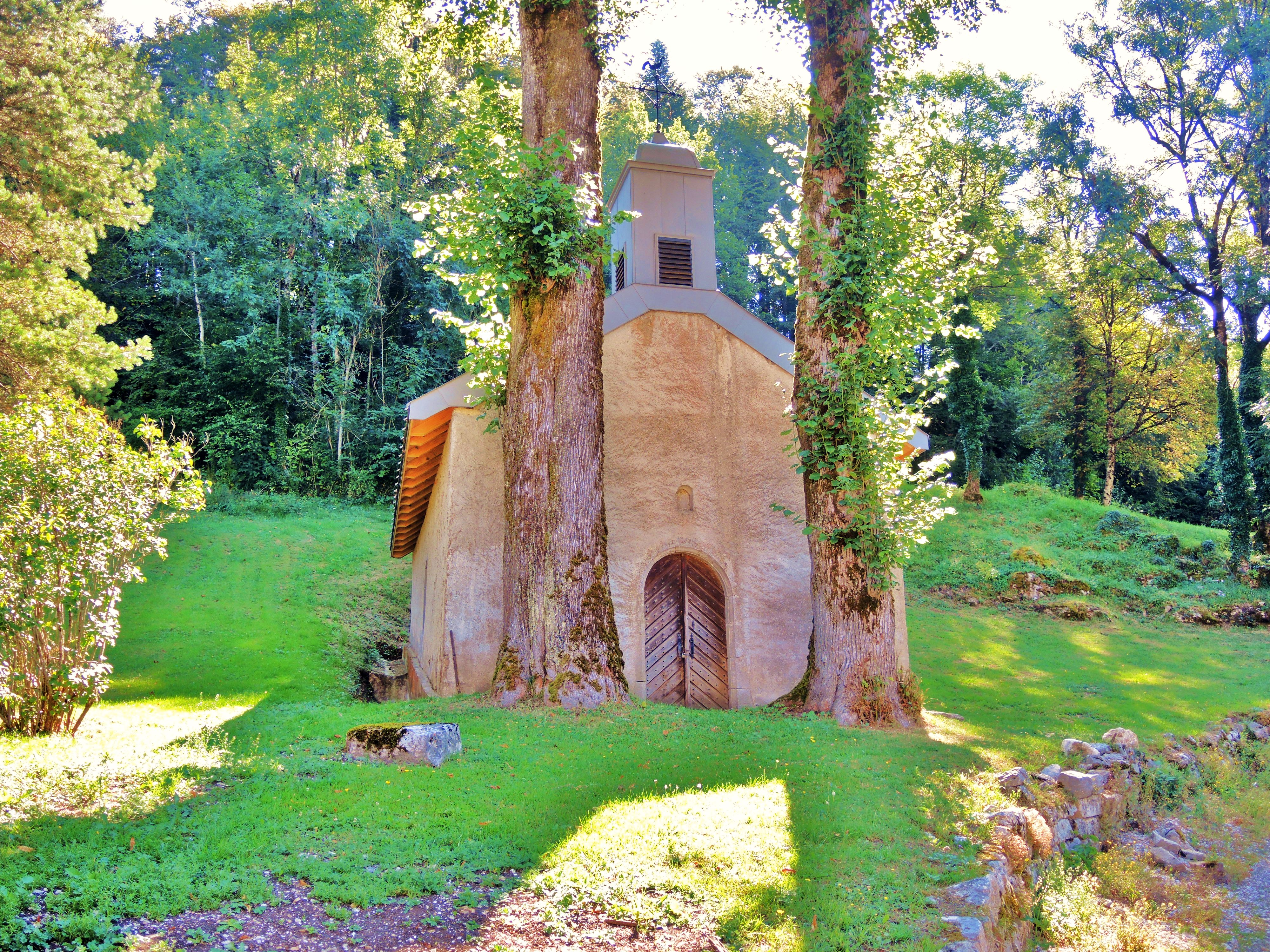
Chapelle Saint-Vincent, aux Rousselets.
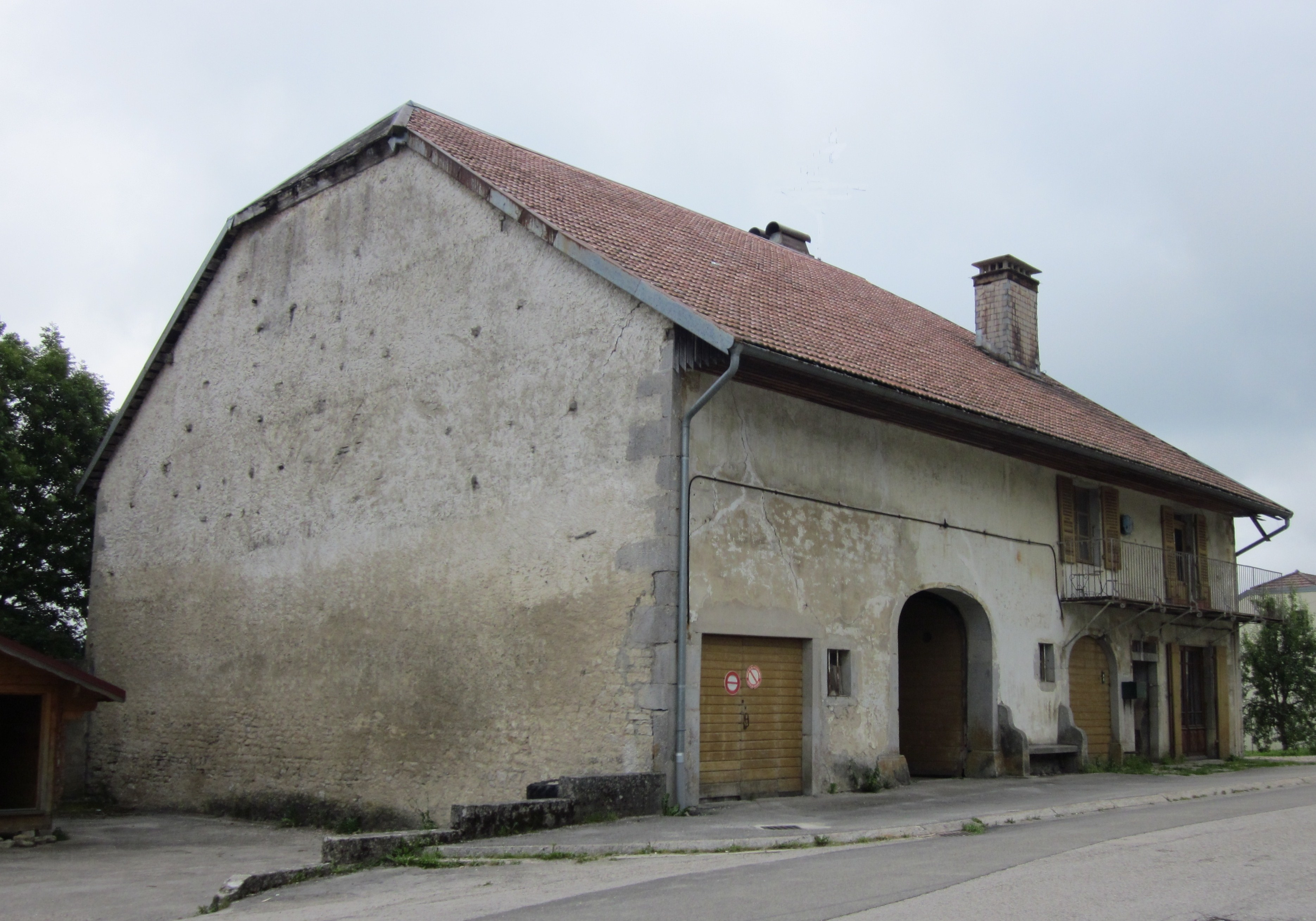
Ancienne ferme à La Chaux-du-Dombief
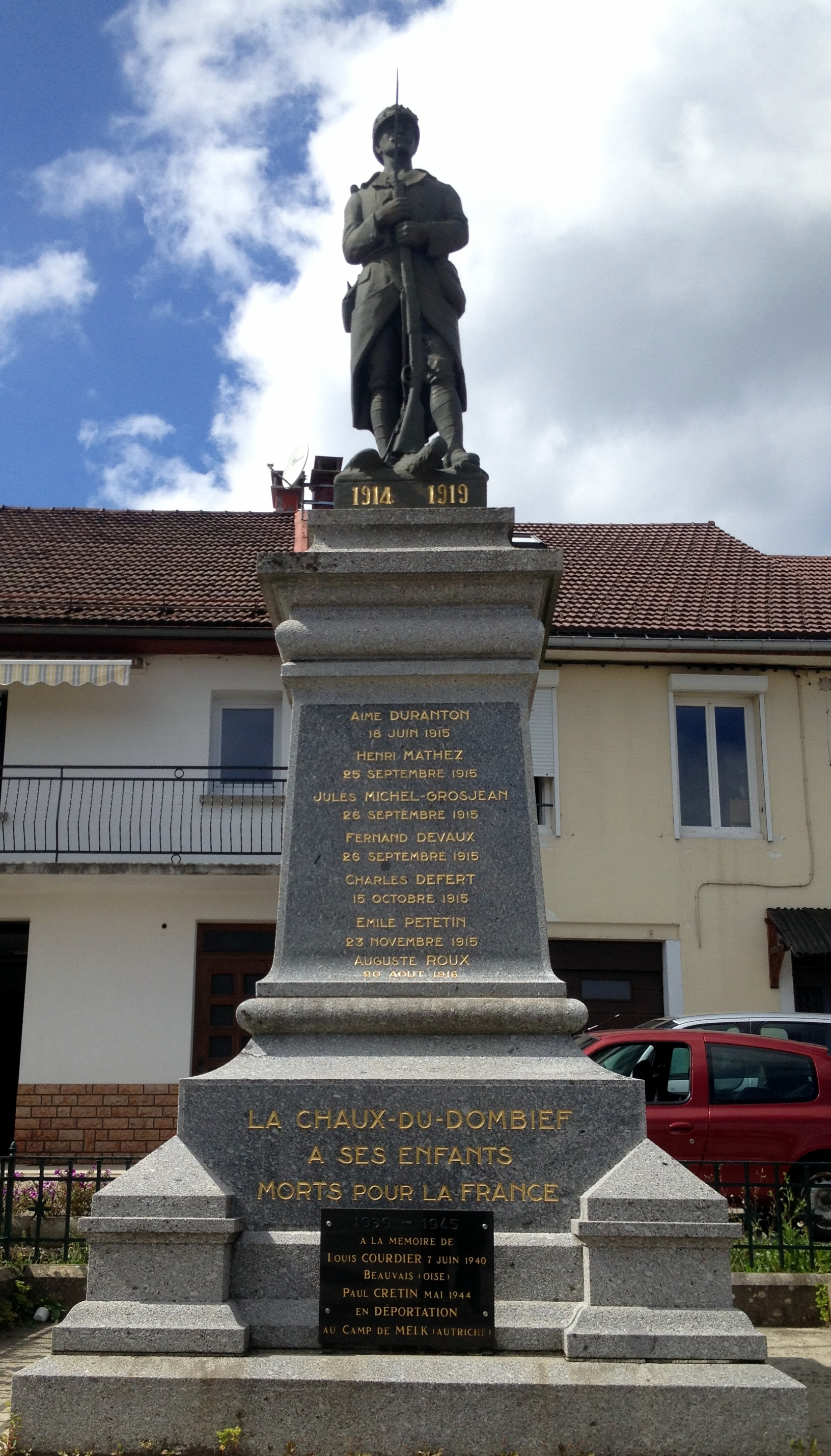
Monument aux morts.

### Patrimoine naturel et culturel
- Ile de la Motte, sise sur le lac d'Ilay, inscrite au titre des monuments historiques (vestiges du prieuré Saint Vincent fondé au IXe siècle) depuis 1991[98]
- Jardin des Sœurs du Saint-Enfant-Jésus, sis Grande Rue, inscrit à l'IGPC depuis 1995[99];
- Pic de l'Aigle (993 m). Au pied de ce sommet se dressait jadis une imposante forteresse, au donjon massif, et un château fort, entouré de fossés, construits au début du XIVe siècle, par Jean de Chalon, sire d'Arlay. Les moines chartreux de l'abbaye de Bonlieu, qui avaient eu à subir pendant des siècles les violences et les exactions des seigneurs de l'Aigle, demandèrent et obtinrent du roi Louis XIV la destruction totale du château. Il fut démantelé sur ordre du roi qui ordonna au châtelain, M. Claude-Antoine du Tartre, de le détruire. Ce fut chose faite à partir de 1684 ; aujourd'hui, il ne reste aucune trace visible. Il est probable que les pierres du château aient servi à construire la plupart des maisons de la Chaux.
 Xavier de Montépin, dans son roman Le médecin des pauvres, imagina la prise d'assaut par surprise et la destruction par incendie du château par le capitaine Lacuzon, le fameux héros de l'indépendance franc-comtoise. Ce livre fut un immense succès dans toute la région mais le revers de la médaille fut que les lecteurs crurent dur comme fer à cette contre-vérité historique et beaucoup y croient encore de nos jours.
- Belvédère des Quatre Lacs qui offre une vue sur les quatre lacs : Petit et Grand Maclu, Ilay et Narlay.

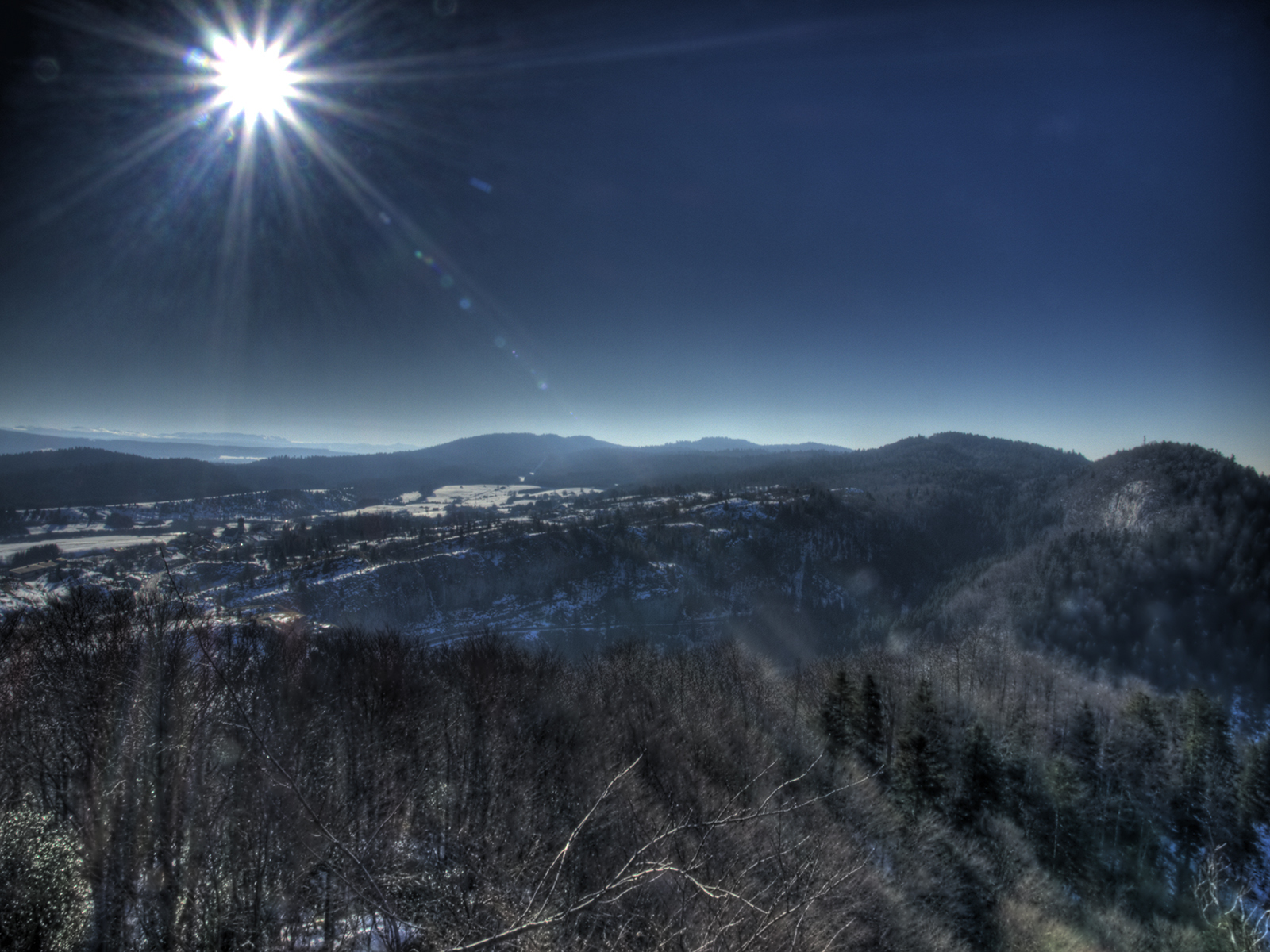
Vue de La Chaux-du-Dombief depuis le Pic de l'Aigle.
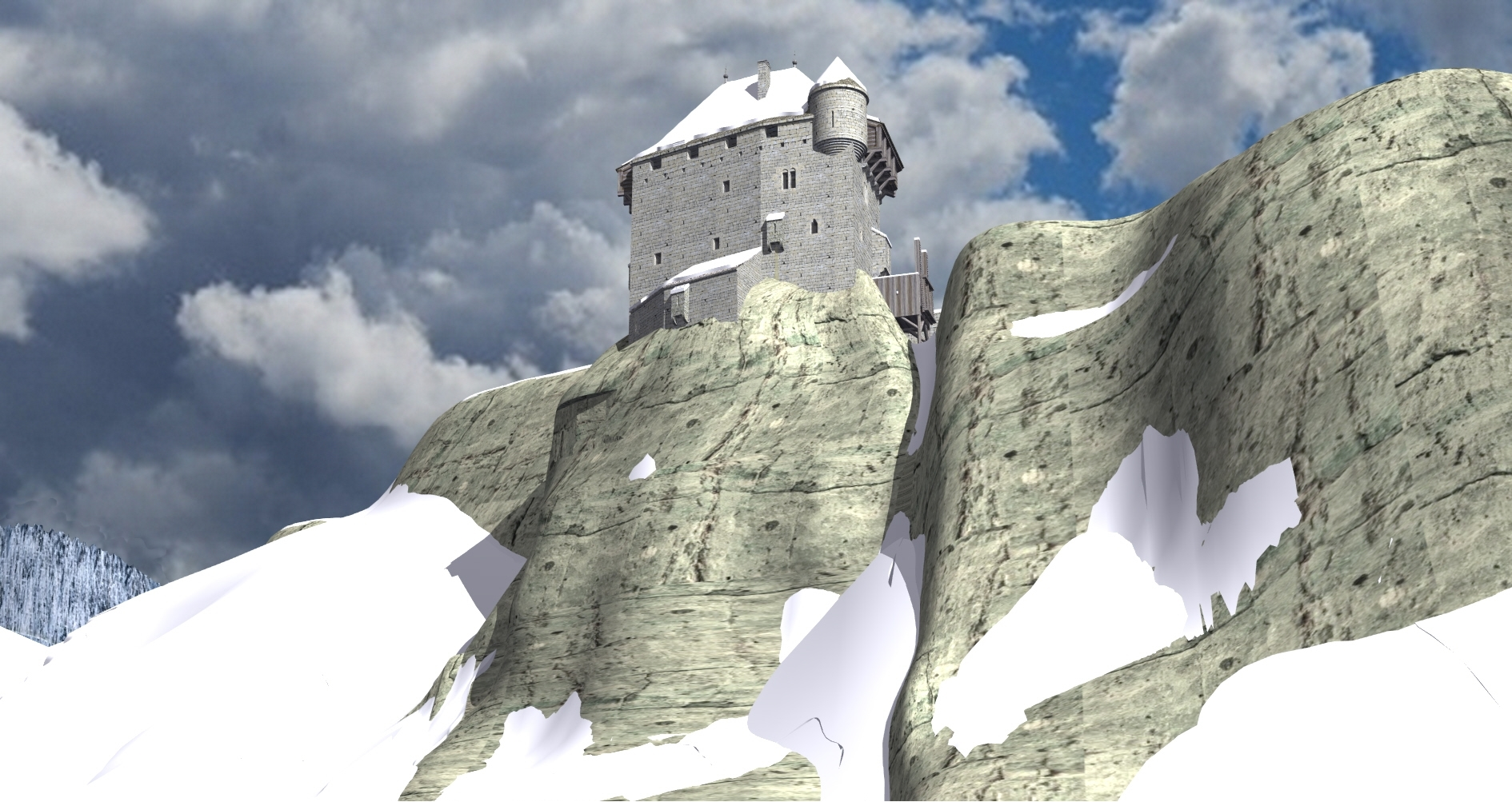
Château de l'Aigle restitué au XIVe siècle. Vue du sud-ouest. Essai de restitution basé sur le relevé planimétrique par J.L. Mordefroid réalisé à la suite des fouilles des années 1980.
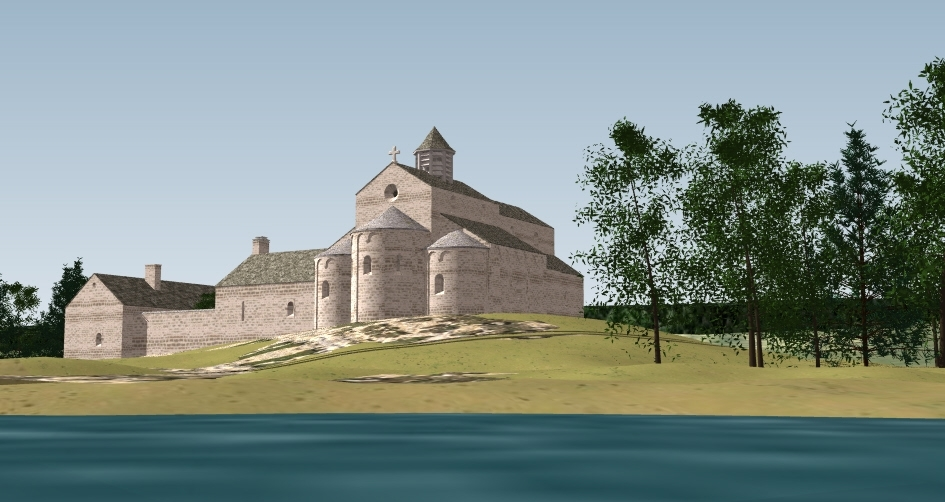
Restitution du prieuré Saint Vincent de la Motte au XIIe siècle (lac d'Ilay). Vue de l'est. Essai basé sur le relevé planimétrique des fouilles en 1993.